# Minnewaukan
Minnewaukan és una població dels Estats Units a l'estat de Dakota del Nord. Segons el cens del 2000 tenia 318 habitants.

## Demografia
Segons el cens del 2000, Minnewaukan tenia 318 habitants, 148 habitatges, i 87 famílies. La densitat de població era de 454,7 hab./km².
Dels 148 habitatges en un 26,4% hi vivien nens de menys de 18 anys, en un 48% hi vivien parelles casades, en un 3,4% dones solteres, i en un 41,2% no eren unitats familiars. En el 37,2% dels habitatges hi vivien persones soles el 15,5% de les quals corresponia a persones de 65 anys o més que vivien soles. El nombre mitjà de persones vivint en cada habitatge era de 2,15 i el nombre mitjà de persones que vivien en cada família era de 2,83.
Per edats la població es repartia de la següent manera: un 22,3% tenia menys de 18 anys, un 4,1% entre 18 i 24, un 26,4% entre 25 i 44, un 28,9% de 45 a 60 i un 18,2% 65 anys o més.
L'edat mediana era de 42 anys. Per cada 100 dones de 18 o més anys hi havia 105,8 homes.
La renda mediana per habitatge era de 27.250 $ i la renda mediana per família de 37.000 $. Els homes tenien una renda mediana de 30.833 $ mentre que les dones 17.500 $. La renda per capita de la població era de 16.076 $. Entorn del 5,4% de les famílies i el 8,5% de la població estaven per davall del llindar de pobresa.

## Poblacions més properes
El següent diagrama mostra les poblacions més properes.